# Acusticosas II
Acusticosas II es el segundo álbum en vivo independiente de la banda argentina Villanos perteneciente a la saga Acusticosas. Grabado el 21 de septiembre de 2002 en Peteco’s, muestra a Villanos en su mejor momento independiente tocando varios clásicos de toda su discografía. También muestra invitados de la época independiente como Javy Villano (bongo), Puchete (bajo) y Gavilán Villano (coros).

## Lista de canciones
1. Descontrol
2. Claudia Trampa
3. Mi Pobre Corazón
4. Despegar
5. Lima-Limón
6. Hasta la Muerte
7. Fuera de Tiempo
8. Vecinos de Mierda
9. Mi Alma Lloró
10. Sedado
11. Bajón
12. Alma en Llamas
13. Como Duele
14. Fuera de Moda
15. Manos Vacías
16. Johnny Botón
17. Señor de Galilea
18. Putas
19. Putas Reprise
20. Sale Caro

## Músicos
- Niko Villano: Guitarra acústica, voz.
- Mini Villano: Guitarra acústica, coros.
- René Villano: Bajo acústico.
- Santi Villano: Batería y percusión.